# Heraclia flavipennis
Heraclia flavipennis is een vlinder uit de familie uilen (Noctuidae). De wetenschappelijke naam van deze soort is voor het eerst geldig gepubliceerd in 1903 door Bartel.
De soort komt voor in tropisch Afrika.